# 約翰·伯倫知理
約翰·卡斯帕·伯倫知理（英語：Johann Kaspar Bluntschli，1808年3月7日—1881年10月21日），是瑞士的法学家、政治家。曾任苏黎世大学教授、慕尼黑大学教授、海德堡大学教授，瑞士州议会议员、议长。曾对中国近代思想家梁启超对国家观念产生重要影响。

## 作品
- 《An Impartial Opinion on the Alabama Question and the Manner of Settling it》（1871年）
- 《The theory of the state》（1875年）